# Kiril Despodow
Kiril Wassilew Despodow (bulgarisch Кирил Василев Десподов, wiss. Transliteration Kiril Vasilev Despodov; * 11. November 1996 in Kresna) ist ein bulgarischer Fußballspieler.

## Karriere

### Verein
Despodow begann seine Karriere bei Litex Lowetsch. Im Mai 2012 debütierte er für Litex Lowetsch in der A Grupa, als er am 28. Spieltag der Saison 2011/12 gegen Kaliakra Kawarna in der 73. Minute für Swetoslaw Todorow eingewechselt wurde. Dies blieb sein einziger Saisoneinsatz. In der Saison 2012/13 kam er zu acht Einsätzen in der höchsten bulgarischen Spielklasse. Im August 2013 erzielte er bei einem 5:1-Sieg gegen den FC Pirin Goze Deltschew sein erstes Tor in der A Grupa. In der Saison 2013/14 kam er insgesamt zu sechs Einsätzen, in denen er zwei Tore erzielte. In der Saison 2014/15 absolvierte er 18 Spiele und erzielte erneut zwei Saisontore.
Nachdem Litex Lowetsch im Dezember 2015 aus der A Grupa ausgeschlossen worden war, kam Despodow fortan für die Zweitmannschaft in der B Grupa zum Einsatz, für die er bis Saisonende 13 Spiele absolvierte. Zur Saison 2016/17 wechselte er zu ZSKA Sofia. In seiner ersten Saison beim Hauptstadtklub kam er zu 25 Einsätzen in der A Grupa, in denen er vier Tore erzielte, zudem spielte er einmal für die Reserve in der B Grupa.
In der Saison 2017/18 absolvierte Despodow 30 Spiele in der A Grupa und erzielte dabei acht Tore. Im Januar 2019 wechselte er nach Italien zu Cagliari Calcio, wo er einen bis Juni 2023 laufenden Vertrag erhielt. Bis Saisonende kam er zu vier Einsätzen in der Serie A.
Im September 2019 wurde er nach Österreich an den SK Sturm Graz verliehen. Bis zum Ende der Leihe kam er zu 19 Einsätzen für die Steirer in der Bundesliga, in denen er acht Tore erzielte. Nach dem Ende der Leihe kehrte er zur Saison 2020/21 zunächst nach Italien zurück und absolvierte ein Spiel in der Serie A für Cagliari, ehe er im Oktober 2020 ein zweites Mal verliehen wurde. Diesmal kehrte er in seine Heimat zurück und schloss sich Ludogorez Rasgrad an. Nach Ende der Leihe wechselte er im Sommer 2021 fest zu Ludogorez, bevor er Anfang September 2023 nach Griechenland zu PAOK Thessaloniki wechselte.

### Nationalmannschaft
Despodow spielte zunächst für die bulgarische U-17-Auswahl. Ab 2012 kam er für die U-19-Mannschaft zum Einsatz. Mit dieser nahm er 2014 an der EM teil, bei der man jedoch punktelos als Letzter der Gruppe B in der Vorrunde ausschied. Despodow kam in allen drei Spielen der Bulgaren zum Einsatz.
Im Februar 2015 debütierte er für die A-Nationalmannschaft, als er in einem inoffiziellen Testspiel gegen Rumänien in der Nachspielzeit für Stanislaw Manolew eingewechselt wurde. Im März 2015 spielte er gegen Wales erstmals für die U-21-Auswahl, für die er bis 2018 zu mindestens 16 Einsätzen kam.
Im März 2018 kam er gegen Bosnien und Herzegowina erstmals in einem offiziellen Spiel der A-Nationalmannschaft zum Einsatz. Im Oktober 2018 erzielte er in der UEFA Nations League gegen Zypern sein erstes Tor in der Nationalmannschaft.